# Trans Anguilla Airways
Trans Anguilla Airways — небольшая авиакомпания Ангильи (Британские заморские территории), работающая на чартерных перевозках между странами Карибского бассейна.
Портом приписки перевозчика является международный аэропорт Ангилья.

## Общие сведения
Trans Anguilla Airways выполняет чартерные пассажирские рейсы, а также предоставляет услуги в сферах грузовых, бизнес-перевозок и обеспечении работы санитарной авиации между Ангильей и группой Подветренных островов.